# Bank Medici
Die Bank Medici AG war eine österreichische Privatbank.

## Struktur
Die Bank Medici wurde 1984 von der Investmentbankerin Sonja Kohn gegründet, welche die österreichische Regierung in Wirtschaftsangelegenheiten beraten hat, und im Aufsichtsrat Vorsitzende der Bank ist. Im Jahr 2003 erfolgte die Umwandlung in eine AG und Umbenennung in Bank Medici AG.
75 Prozent der Bank Medici mit Sitz in Wien, Operngasse 6/4, hatte die Gründerin inne und die restlichen 25 Prozent plus eine Aktie die Bank Austria. Im Aufsichtsrat der Bank war neben den stellvertretenden Vorsitzenden Ferdinand Lacina, welcher von 1986 bis 1995 Finanzminister in Österreich war, Johann Farnleitner, welcher von 1996 bis 2000 Bundesminister für wirtschaftliche Angelegenheiten war, eingetragen. Die Tätigkeit der Bank umfasste Finanzdienstleistungen im nationalen und internationalen Bereich, Vermögensberatung und Vermittlung von Wertpapiergeschäften.

## Turbulenzen
Anfang Dezember 2008 kam die Privatbank in die Schlagzeilen, weil sie die auf einem Ponzi-Schema aufgebauten Fonds des Bernard L. Madoff in Milliardenhöhe verkauft hat. Die Provisionen in der Höhe von ca. 9 Millionen Euro für die Vermittlung von Madoff-Fonds stellten im Jahr 2007 mit 70 Prozent Anteil am Betriebsertrag das Hauptgeschäft der Bank dar. Das noch am 19. Dezember 2008 vom Vorstand veröffentlichte Ergebnis nach der Aufsichtsratssitzung lautete: Der Status der Bank ist solide, sie hat keinerlei Kapital- oder Liquiditätsprobleme. Am 2. Jänner 2009 wurde die Bank infolge der Entwicklungen zwangsweise unter staatliche Aufsicht gestellt und ein Regierungskommissär bestellt. Am 10. Dezember 2010 wurden die Bank Medici, Sonja Kohn und andere (für die Bank weniger bedeutende Personen) in New York auf Schadenersatz in der Höhe von rund 15 Milliarden Euro geklagt. Diese Klage steht in Zusammenhang mit dem Skandal rund um Bernard L. Madoff.
Noch im November 2008 hatten die Wiener Banker bei „Germany's Hedgefund-Award“ den ersten Platz belegt.

## Abwicklung
Am 19. März 2009 verkündete der Aufsichtsrat die Abwicklung des Bankhauses und die Rückgabe der Lizenz an die Finanzmarktaufsicht Österreich. Die Liquidation des Unternehmens ist nicht im Gespräch.
Am 28. Mai 2009 entzog die Finanzmarktaufsicht der Bank Medici AG mit sofortiger Wirkung die Konzession. Das Unternehmen habe das gesetzlich erforderliche Anfangskapital in Höhe von fünf Mio. Euro nachhaltig unterschritten. Damit sei die Bank nicht mehr berechtigt, Bankgeschäfte gemäß § 1 Abs. 1 Bankwesengesetz auszuüben.